# Архитектура Возрождения

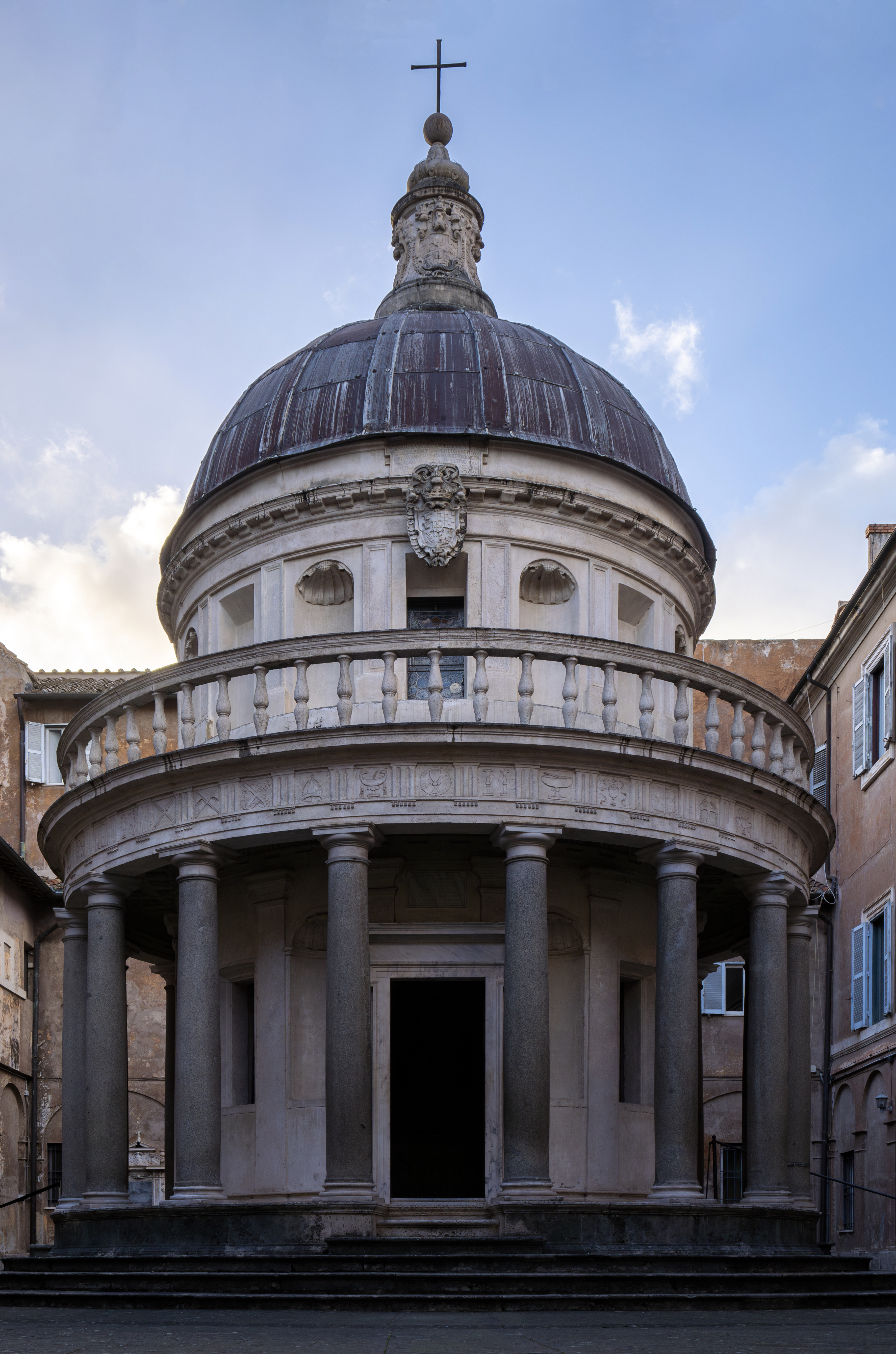
Темпьетто в стиле Возрождения, Рим, 1502 год.

Архитектура Возрождения, Стиль Возрождения — термин, под которым понимается архитектура государств и стран Западной Европы, прежде всего Итальянских, в период её развития с начала XV столетия до начала XVII века, при этом в самом общем смысле имеется в виду возрождение и развитие основ духовной и материальной культуры античности — Древней Греции и Рима. 
Эта эпоха является переломным моментом в истории архитектуры, в особенности по отношению к предшествующим периодам и стилям — романскому и готическому. Готика, в отличие от архитектуры романики и Возрождения, основана, главным образом на иных, неантичных источниках. Существенно, что в общеисторической периодизации эпоха Возрождения не выделяется, её включают либо в Средневековье (концепция медиевизма) либо относят к Новому Времени. Однако для истории искусства, и прежде всего истории архитектуры, эта эпоха имеет исключительно важное значение. Особую роль в архитектуре эпохи Возрождения играют композиционные основы античной архитектуры: симметрия, рациональные пропорции, тектоника, о чём наглядно свидетельствуют уцелевшие образцы римской архитектуры. Системы иррационального пропорционирования средневековых зданий (квадратура, триангуляция) сменяются рациональными приёмами ордерных построений колонн, пилястр, арок, ордерных аркад. На смену асимметрии приходят симметричные, ротондальные и крестово-купольные, постройки, формы полуциркульной арки и свода, полусферические купола, арочные ниши, эдикулы. Архитектура снова становится ордерной. Выдающийся исследователь архитектуры В. Ф. Маркузон писал: «Эпохе Ренессанса мы обязаны двумя новыми типами или системами художественного выражения: это станковая картина и новая ордерная архитектура. В основе выразительных средств, или, иначе, языка архитектуры, лежит лексика, сложившаяся в процессе долгого исторического развития итальянского зодчества от античности и до позднего средневековья. Архитектурные ордеры образуют важную, хотя и не единственную часть этой лексики». Развитие архитектуры эпохи Возрождения привело к нововведениям в использовании строительных технологий и материалов, к формированию архитектурной теории и профессионального лексикона архитектора. Движение возрождения характеризуется отходом от анонимности ремесленников в составе строительной артели и персонализации творчества архитекторов подобно тому, как это происходило в живописи и скульптуре того времени. Возрастала роль заказчика, личности донатора, ктитора, а также текстовых программ (кончетто). Появлялись подробные чертежи и планы, а также наглядные макеты, которые архитектор был обязан предоставить заказчику. Известно сравнительно немного мастеров, возводивших произведения в романском стиле, так же как и архитекторов, сооружавших готические соборы. А произведения эпохи Возрождения, даже небольшие постройки или проекты, были аккуратно документированы с самого своего появления. «Возрождение началось в Тоскане», как писал Дж. Вазари (ныне имеются другие концепции). Поэтому первыми представителями эпохи Возрождения следует назвать Филиппо Брунеллески, работавшего во Флоренции, и первого теоретика и проектировщика выдающихся памятников Леона Баттисту Альберти, также флорентийца, но работавшего в Риме. Позднее новые идеи распространялись на другие итальянские области и города. В начале XVI века центр Возрождения переместился в Рим. Ренессанс в Нидерландах и Германии объединяют понятием Северного Возрождения. Французский ренессанс и Тюдор-Ренессанс в Англии в силу их специфики принято рассматривать отдельно. Россию по причине особых историко-географических обстоятельств также рассматривают отдельно (так называемый русский ренессанс).

## Историография
Французское слово «ренессанс» (фр. renaissance) произошло от итальянского «la rinascita», которое употребил Джорджо Вазари в книге «Жизнеописания наиболее знаменитых живописцев, ваятелей и зодчих», изданной в 1550 году. Вазари заимствовал это слово из «Комментариев» Л. Гиберти (ок. 1450 г.). Вазари назвал «возрождением» деятельность итальянских художников XVI в. «после многих лет упадка в период средневековья и варварства». Вазари писал о «пелене, которая заволокла умы людей» и которая неожиданно, «то ли Божьей милостью, то ли под воздействием звезд, спала, и художники вдруг увидели истинно прекрасное».
В 1855 г. французский историк Жюль Мишле дал «кальку» итальянского термина в заглавии седьмого тома «Истории Франции». В 1860 г. швейцарский историк Якоб Буркхардт в своей книге «Культура итальянского Возрождения» (нем. Die Kultur der Renaissance in Italien) раскрыл это определение в контексте соответствующего периода в европейской истории, его интерпретация легла в основу современного понимания культуры Итальянского Возрождения. Важное значение в распространении достижений архитектуры Итальянского Возрождения имели увражи, альбомы гравюр с видами памятников и городов: двухтомный альбом гравюр по рисункам П. П. Рубенса «Дворцы Генуи» (1622), серии гравюр Дж. Б. Пиранези, издание альбома рисунков «Здания современного Рима или Сборник дворцов, домов, церквей, монастырей, и других наиболее значительных общественных сооружений Рима» (фр. Édifices de Rome moderne ou Recueil des palais, maisons, églises, couvents, et autres monuments publics et particuliers les plus remarquables de la ville de Rome), опубликованное Полем Ле Таруиллом в 1840 г. В то время ренессанс считали стилем, «подражающим античному». Ныне под этим словом понимают определение исторической эпохи (или периода), типа культуры, но не художественного стиля. Важный вклад в интерпретацию этих понятий внесли итальянские историки Лионелло Вентури, Эудженио Гарэн и многие другие.

## Периодизация
Обычно Итальянское Возрождение подразделяют на три периода. В истории отдельных видов изобразительного искусства, живописи и скульптуры выделяют период проторенессанса (XIII—XIV века). Поскольку архитектура, в отличие от других видов искусства, требует основательной материальной базы, вследствие экономического кризиса XIV века период раннего Возрождения в архитектуре начался только в XV столетии (период кватроченто — «четырехсотые годы»). Развивалась архитектура Возрождения вплоть до начала XVII века, эпохи барокко и классицизма, как в Италии, так и за её пределами.
В истории архитектуры Возрождения обычно выделяют три основных периода:
- Раннее Возрождение, или кватроченто;
- Высокое Возрождение, или римский классицизм (первая четверть XVI века);
- Позднее Возрождение, период маньеризма и раннего барокко (ок. 1520—1600).

В странах «к Северу от Альп» аналогичные периоды в архитектуре развивались позднее, не ранее XVI века, а ренессансные новации прививались на уже существующие романо-готические традиции. Отсюда появление смешанных ренессансно-готических и ренессансно-маньеристических архитектурных форм. В самой Италии архитектура Возрождения в середине и второй половине XVI века плавно перерастала в классицизм в лице Андреа Палладио, протобарокко позднего творчества Микеланджело и маньеризм, представленный Джулио Романо, Бартоломео Амманнати, Федерико Цуккаро.

### Раннее Возрождение

Собор Санта-Мария-дель-Фьоре, Флоренция. Купол возведен по проекту Ф. Брунеллески. 1420—1436

В период треченто были заново открыты и сформулированы нормы классической архитектуры. Изучение античных образцов вело к усвоению классических элементов архитектуры и орнамента.
В основу организации пространства ранней ренессансной архитектуры положена идея тектоники, логика пропорций, ясности формы, а не интуитивные критерии, как в работе средневековых строительных артелей, хотя декоративные элементы остаются полуренессансными-полуготическими. Среди характерных образцов новой архитектуры этого периода можно назвать базилику Сан-Лоренцо, реконструированную Филиппо Брунеллески (1377—1446) и Оспедале дельи Инноченти во Флоренции (1419—1445).
В течение этих лет в искусстве появляется стремление к органичному сочетанию средневековых традиций с классическими элементами. В храмовом строительстве основным композиционным типом остаётся базилика с плоским «подшивным» потолком или с крестовыми сводами, а в отдельных элементах — расстановке и отделке колонн и столбов, распределении арок и архитравов, внешнем виде окон и порталов, зодчие ориентируются на греко-римские памятники. Черты нового ренессансного мышления проявляются также в стремлении к созданию обширных, свободных пространств внутри зданий.
В оформлении построек архитекторы чаще используют коринфский ордер с разнообразными видоизменениями капители. Новый стиль сильнее проникает в светскую архитектуру: городские палаццо (дворцы правителей, банкиров и торговцев), снаружи они имеют вид городской крепости (palazzo in fortezza), жизнь была неспокойной, но внутри палаццо имеют благоустроенные дворики — кортиле с цветниками, фонтанами и статуями. Кортиле оформлены в нижнем и в верхнем этажах крытыми галереями с арками, которые поддерживаются колоннами или пилястрами античной формы. Фасаду придаётся размеренность по горизонтали посредством изящных межэтажных карнизов и главного карниза, образующего сильный выступ под крышей.

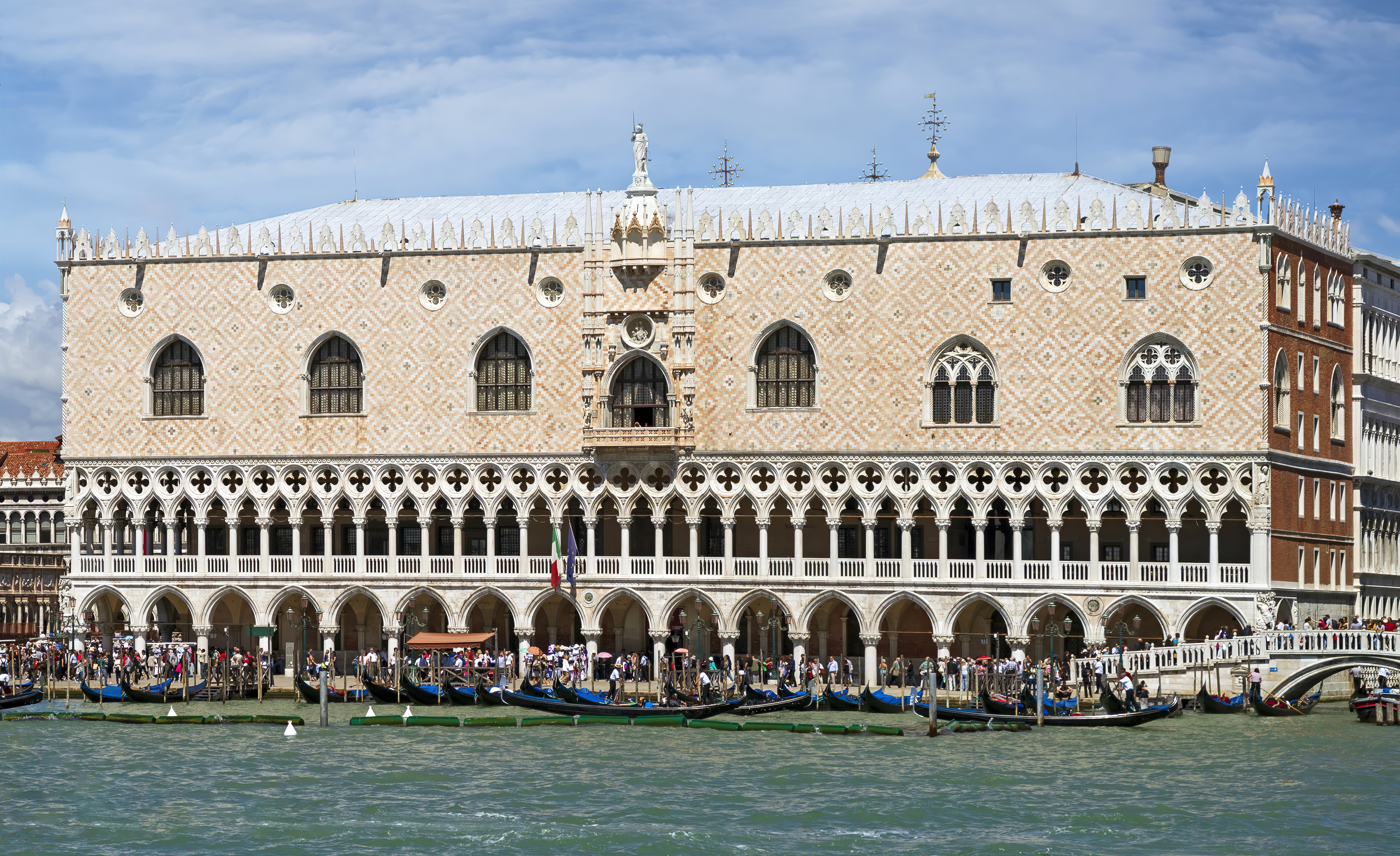
Дворец дожей в Венеции.1340-1438. Архитекторы Дж. и Б.Буон, А.Риппо, П.Ломбардо

Итальянские архитектурные памятники раннего Возрождения находятся в основном во Флоренции; среди них — элегантный и вместе с тем простой в техническом решении купол собора Санта-Мария-дель-Фьоре (1436) и палаццо Питти, созданные Филиппо Брунеллески, определившим вектор развития архитектуры Ренессанса; палаццо Медичи-Риккарди, построенный Микелоццо ди Бартоломео, палаццо Строцци Бенедетто да-Майяно и Кронака, палаццо Гонди (Джулиано да Сангалло), палаццо Ручеллаи Леона Баттиста Альберти. В Риме — малый и большой венецианские дворцы Бернардо ди Лоренцо, Чертоза в Павии Боргоньоне, палаццо Вендрамин-Калерджи П. Ломбардо, Корнер-Спинелли, Тревизан, Кантарини и Дворец дожей в Венеции. К северу от Альп, а также в Испании, Раннее Возрождение наступает только в конце XV столетия, и его ранний период длится, приблизительно, до середины XVI века, впрочем, о создании шедевров в этот период в других странах говорить нельзя.

### Высокое Возрождение

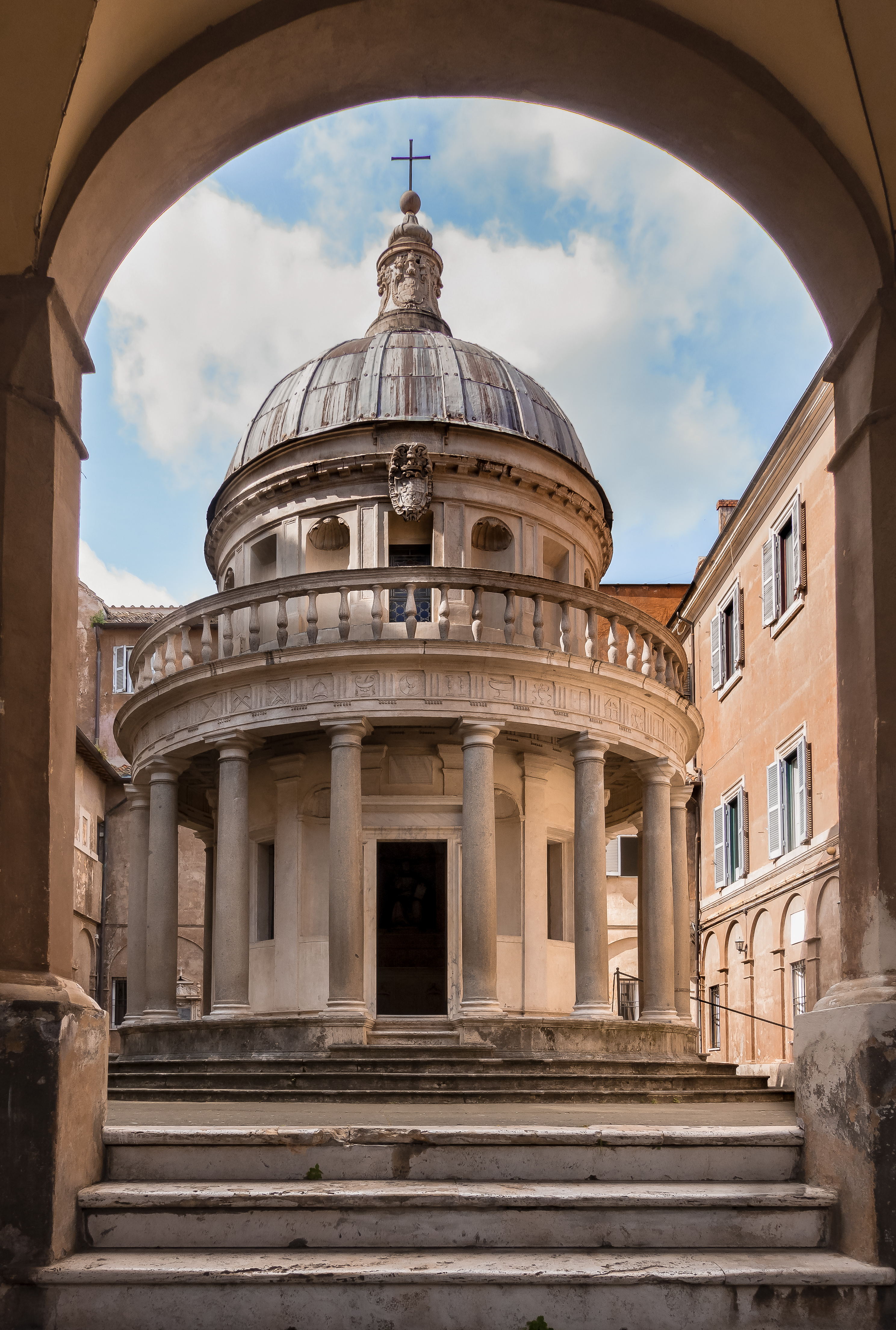
Темпьетто во дворе монастыря Сан-Пьетро-ин-Монторио, Рим. 1502. Архитектор Д. Браманте. Монастырь возведен на Яникульском холме, где по одной из версий был казнён святой Пётр.

В период Высокого Возрождения с вступлением на папский престол Юлия II (1503), выдающегося мецената и знатока античности, центр итальянского искусства из Флоренции перемещается в Рим. Важное значение имела и непосредственная близость руин античной архитектуры, чего недоставало флорентийским мастерам. Папа привлёк к своему двору лучших художников Италии. При нём и его ближайших преемниках, в Риме создается множество монументальных зданий, считающихся произведениями высокого искусства. Изучение античного наследия становится более основательным, оно воспроизводится более последовательно и строго; реликты средневековья исчезают, искусство полностью базируется на классических принципах.
Основные памятники итальянской архитектуры этого времени — светские здания, которые отличаются гармоничностью и ясностью пропорций, изяществом деталей, изысканной отделкой, орнаментацией карнизов, окон, дверей, фресковыми росписями в интерьерах. В храмовом строительстве наблюдается стремление к величию, подобающему столице Католического мира. Поэтому период первой четверти XVI века в истории итальянской архитектуры именуют римским классицизмом.

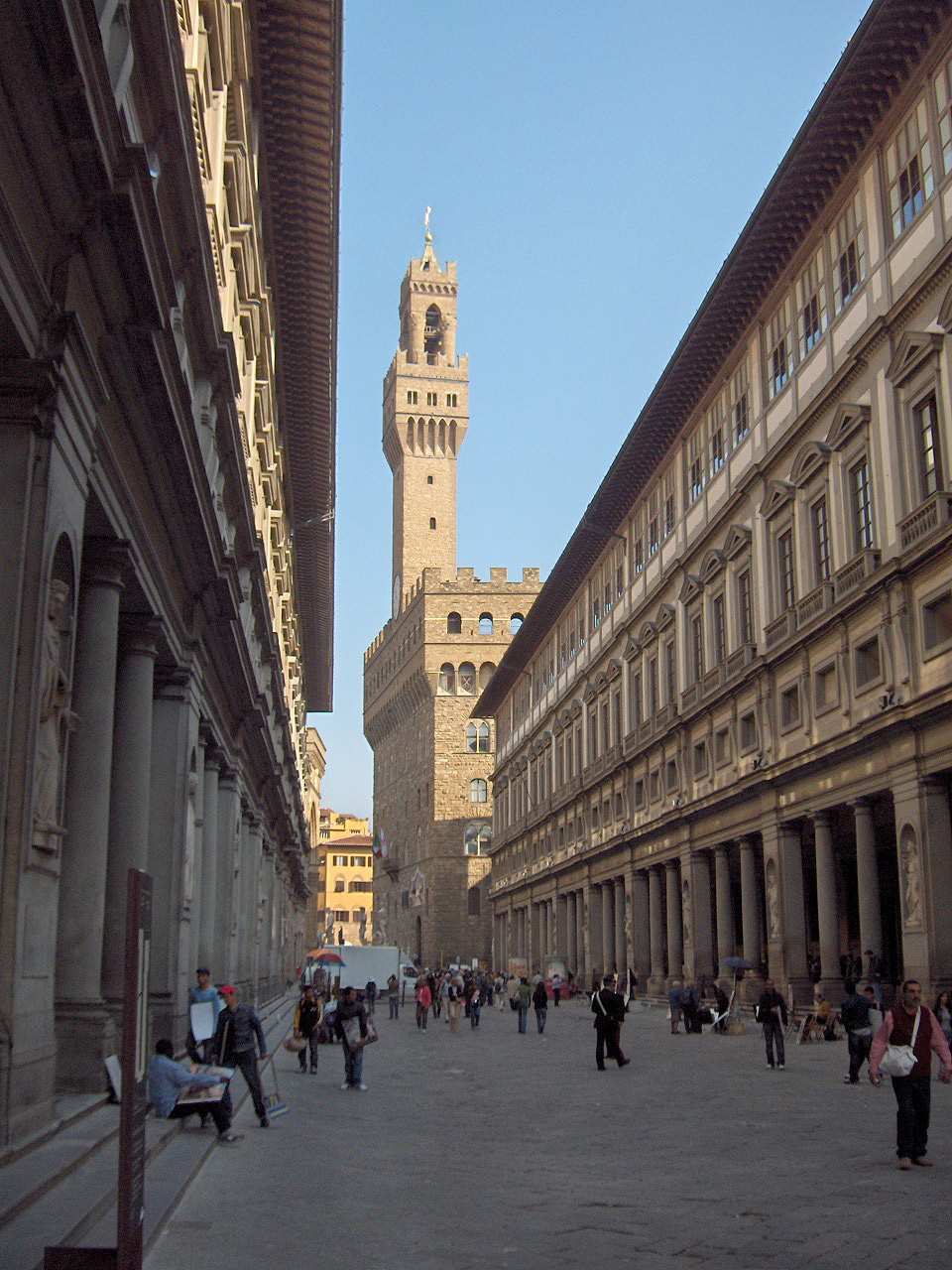
Здание Уффици во Флоренции. Вид в сторону площади Синьории. 1560—1574. Проект Дж. Вазари

Главным представителем этого периода в римской архитектуре был Донато Браманте (1444—1514), строго следовавший в возведении зданий классическим принципам. На композицию круглого храма Темпьетто во дворе монастыря Сан-Пьетро ин Монторио на Яникульском холме (1503) Браманте вдохновили древнеримские толосы (ротонды). Браманте был одним из авторов проекта Палаццо делла Канчеллериа, комплекса Бельведера Ватиканского дворца, он составил план Собора Святого Петра в Риме и начал его строительство. Индивидуальный стиль Браманте и его последователей определял развитие итальянской архитектуры на протяжении всего XVI века.
Главным последователям Браманте был его ученик и помощник в архитектуре Рафаэль Санти, продолжавший после смерти Браманте в 1514 г. строительство собора Св. Петра, завершивший Лоджии (впоследствии Лоджии Рафаэля) Ватиканского дворца, церковь Сант-Элиджо-дельи-Орефичи (1509), Капеллу Киджи в церкви Санта-Мария-дель-Пополо, Виллу Мадама, дворец Пандольфини во Флоренции и многое другое. Продолжателями Браманте были Бальдассаре Перуцци, лучшие произведения которого — Вилла Фарнезина и палаццо Массими в Риме, Антонио да Сангалло, построивший палаццо Фарнезе в Риме.
Также развивалась и венецианская ренессансная архитектурная школа, представителем которой был Якопо Татти Сансовино, построивший библиотеку святого Марка и палаццо Корнер.
С наступлением второй половины XVI века в итальянском зодчестве происходят перемены, выраженные желанием художников всё более точно воспроизводить классические образцы, чему стали посвящаться целые трактаты. Дух этой эпохи идеально воплотил венецианец Андреа Палладио, создавший несколько базилик, Театр Олимпико театр в Виченце. Основной вклад Палладио в историю архитектуры — загородные виллы (Villa Suburbana) в Терраферме (материковых окрестностях Венеции). Именно Палладио стал основателем интернационального классицизма в архитектуре, о чём свидетельствует движение палладианства во многих странах Европы на протяжении нескольких веков.

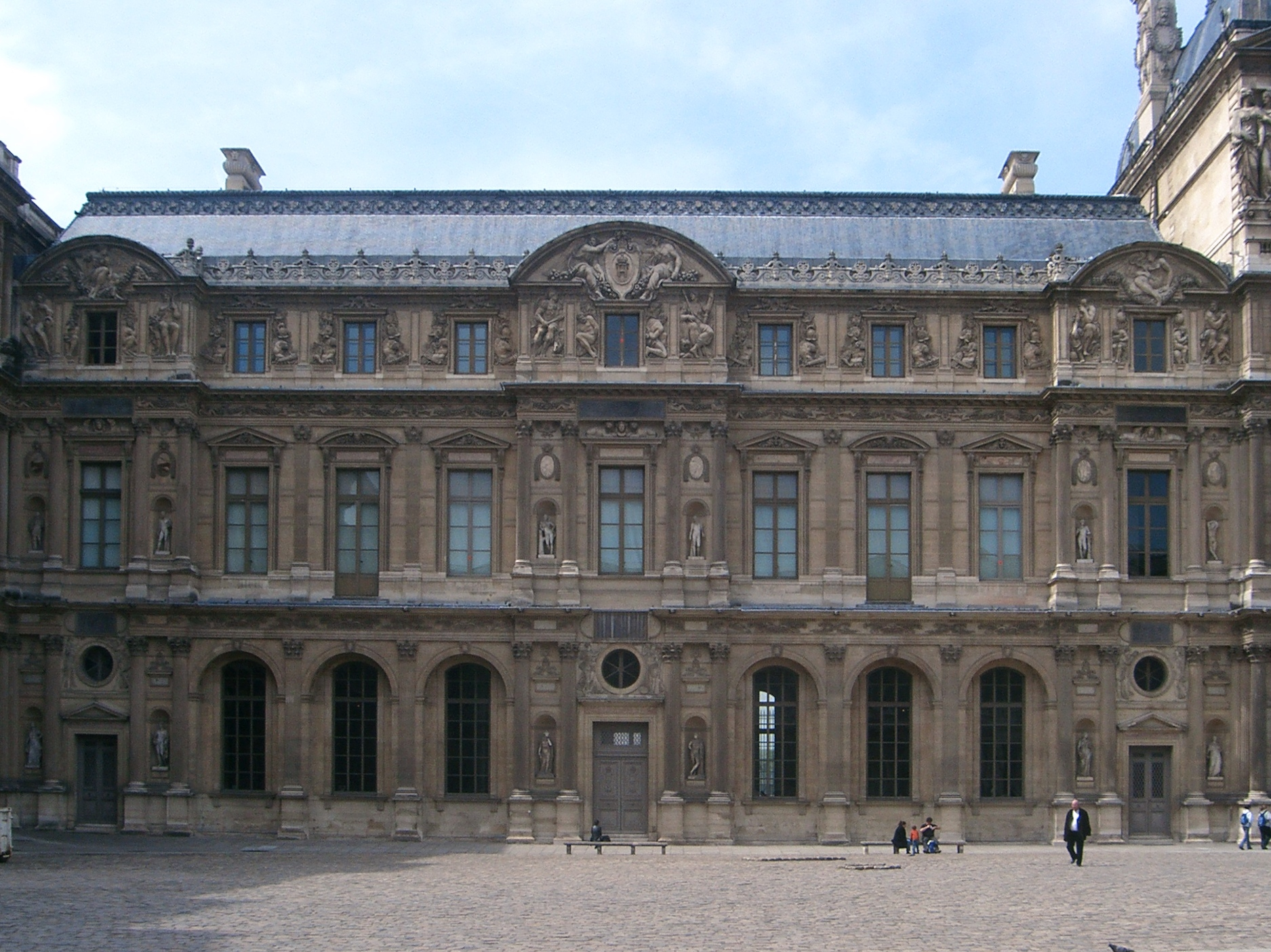
Западный фасад Квадратного двора Лувра. Архитекторы Пьер Лескои Жан Гужон. 1546—1555

Другими представителями архитектуры этого времени были Виньола, построивший Иль-Джезу в Риме и виллу Фарнезе в Витербо, живописец и биограф художников Вазари, им построен дворец Уффици во Флоренции, генуэзец Галеаццо Алесси, который возвёл церковь Мадонны да Кариньяно, дворец Спинола и дворец Саули в Генуе.
За пределами Италии время расцвета Ренессанса наступило через полвека, итальянский стиль распространяется по Европе, но при этом изменяется, впитывая местные архитектурные традиции. Во Франции к архитектуре высокого Возрождения можно отнести: созданный П. Леско западный фасад Луврского дворца в Париже, королевский замок в Фонтенбло, замок Ане и Тюильри, возведённые Филибером Делормом; Экуанский замок, дворец в Блуа. В Испании — дворец Эскориал архитекторов X. де Толедо и X. де Эррера, в Германии — часть Гейдельбергского замка, Альтенбургская ратуша, сени Кёльнской ратуши, Фюрстенгоф в Вильмаре и другие.

### Позднее Возрождение

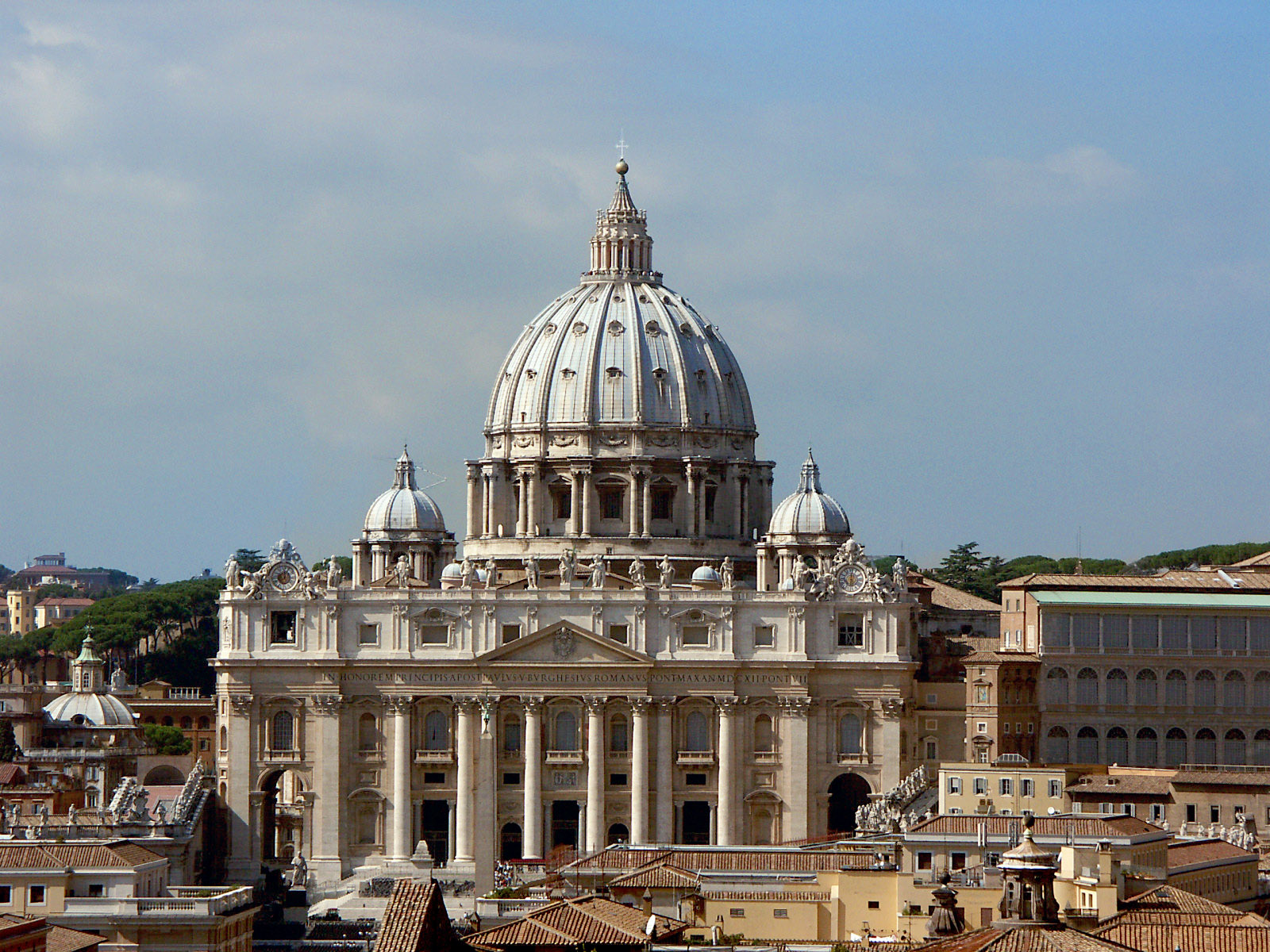
Собор святого Петра в Риме

В архитектуре позднего Возрождения отмечаются тенденции к всё большей изощренности композиции, предвещающей наступление периода маньеризма, проявляется усложнение деталей, совмещение разнородных элементов, стремление к живописности декора фасадов. Впоследствии из этой тенденции развился стиль барокко. Вплоть до XX века понятие «маньеризм» имело негативную коннотацию («манерный», «вычурный»), но к настоящему времени этот термин используется в узком, конкретно-историческом значении для описания произведений архитектуры, живописи, графики, скульптуры, ювелирного и прикладного искусства соответствующего исторического периода. Характерным примером маньеризма в архитектуре является Палаццо дель Те Джулио Романо близ Мантуи (1524—1525), с лоджиями, рустованными стенами, парковыми гротами и обширными фресками.
Основоположником стиля барокко в архитектуре часто называют Микеланджело Буонарроти (1475—1564). В его творчестве проявляется тенденция свободной интерпретации тем и образов классического искусства, экспрессия и напряжение форм. Микеланджело создал усыпальницу Медичи при церкви Сан-Лоренцо во Флоренции, значительно изменил план и возвел апсиду собора Св. Петра. По его проекту (после смерти гениального художника) возведен купол Собора Святого Петра, частично осуществлён проект застройки Капитолийского холма в Риме.

## Общая характеристика архитектуры Возрождения

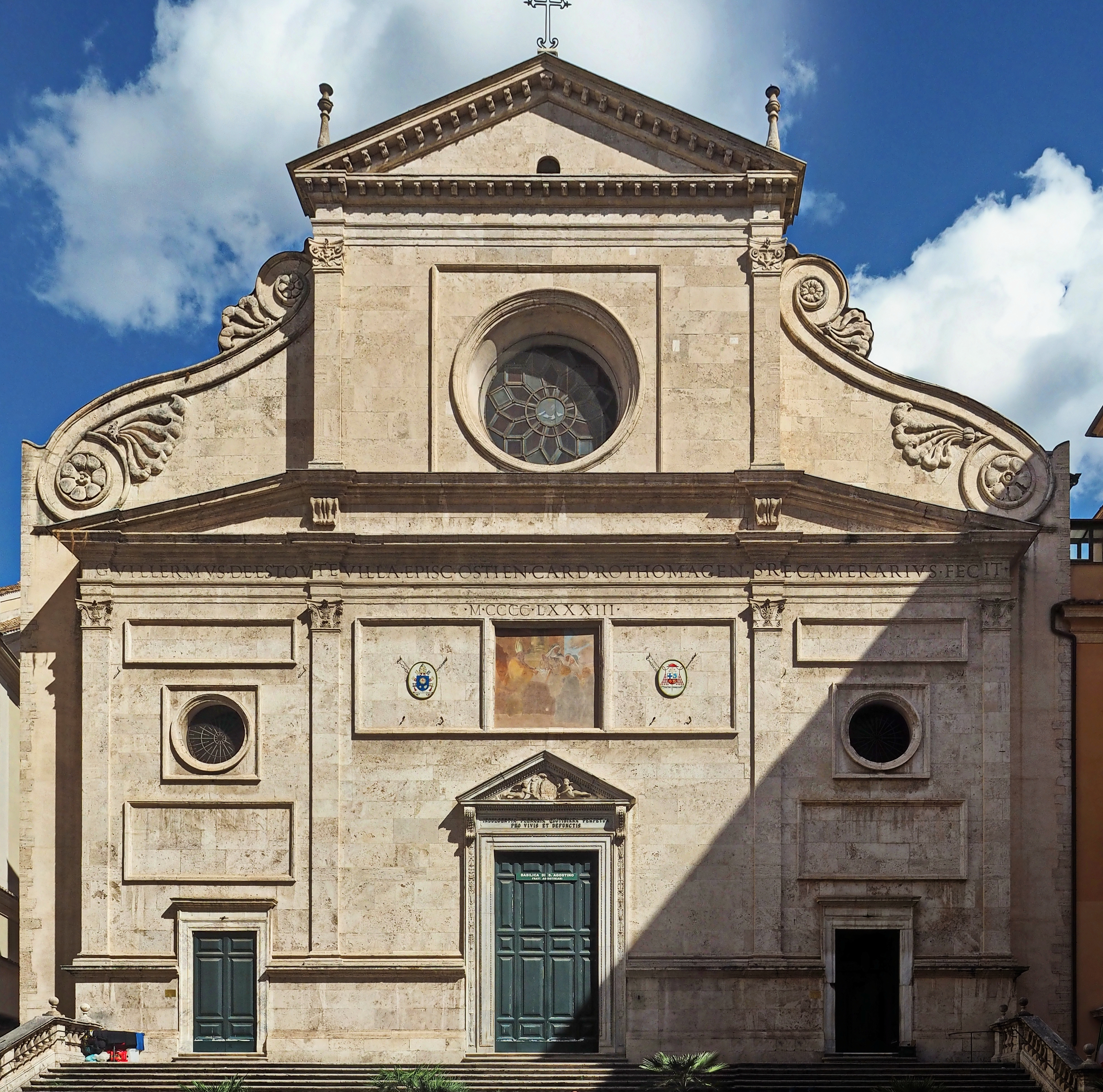
Церковь Сант-Агостино в Риме. 1479—1483. Архитектор Дж. Пьетрасанта

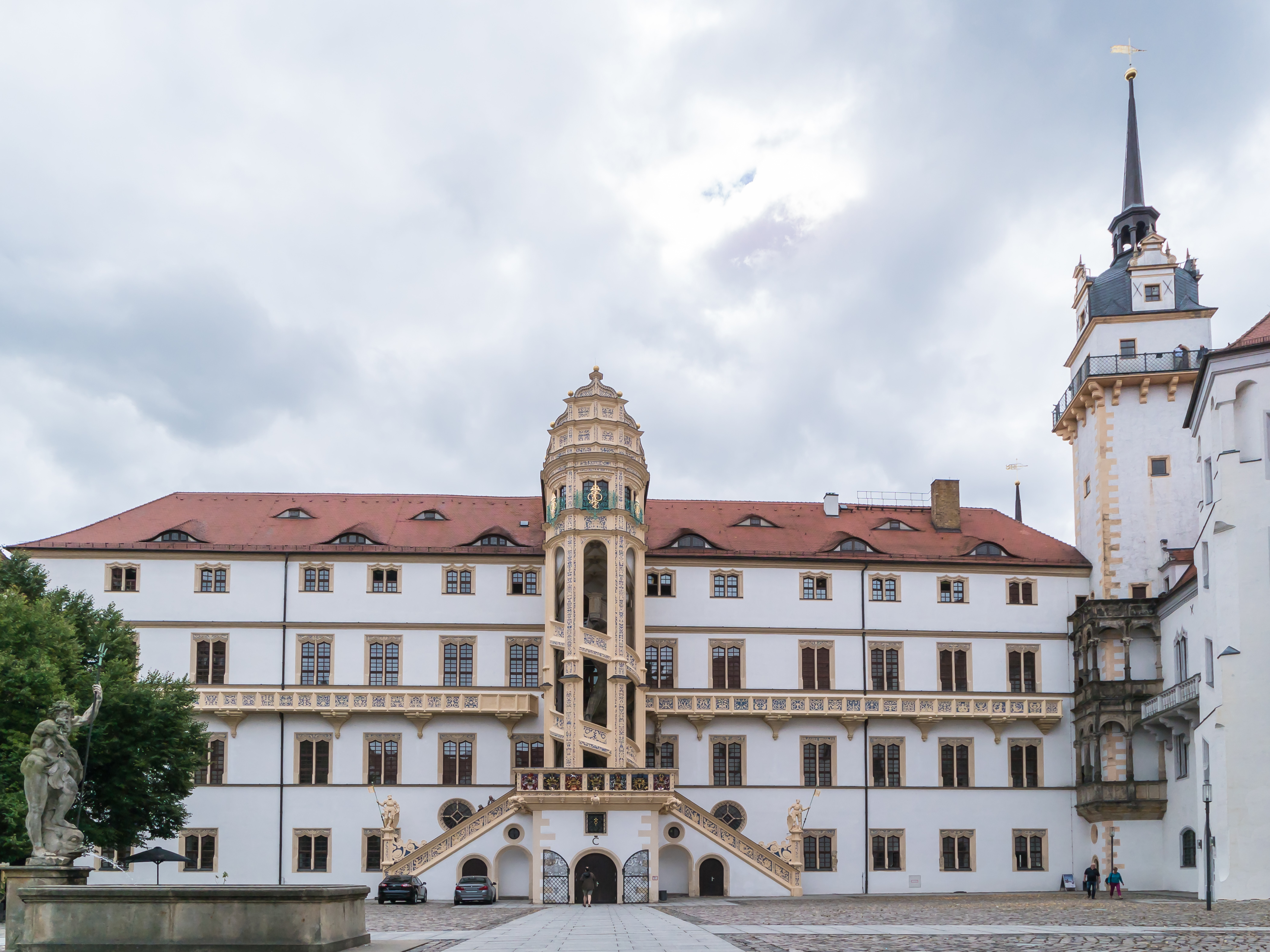
Внутренний двор замка Хартенфельс в Торгау. 1480—1536. Архитекторы Конрад Пфлюгер и Конрад Кребс

Архитекторы эпохи Возрождения заимствовали характерные черты древнеримской классической архитектуры. Но композиция зданий, их назначение, как и основные принципы градостроительства, существенно изменились с античных времён. Римляне не строили зданий, подобных христианским храмам: трёхнефных базилик с трансептами или церквей крестово-купольного плана, а также городские палаццо. С другой стороны, ушли в прошлое огромные общественные сооружения: термы, цирки, амфитеатры, которые строили римляне. Античное наследие подлежало научному изучению и творческому переосмыслению в новых исторических условиях.

### Планы
Планы зданий эпохи Возрождения определяются типологией, основанной на принципах замкнутости, абсолютной симметрии и рационального пропорционирования с использованием кратных модулей или «золотых» отрезков. Концепцию целостного единства конструкции здания, плана и фасада впервые разрабатывали Ф. Брунеллески и Л. Б. Альберти, хотя они и не разрешили эту проблему полностью. Впервые этот принцип проявляется в здании Альберти — Базилике ди Сант-Андреа в Мантуе. Многообразное развитие композиции светского здания (городского палаццо и загородной виллы) началось в XVI веке и достигло высшей точки в творчестве А. Палладио. Специальным постановлением Тридентского собора архитекторам было указано строить храмы в виде латинского креста с продольным и обширным главным нефом и просторным средокрестием. В качестве образца архитекторы второй половины XVI века избрали интерьер базилики Сант-Андреа в Мантуе. с незавершенным фасадом в виде древнеримской триумфальной арки (проект Л. Б. Альберти, 1470 г.).

### Фасады
Фасады жилых зданий как правило симметричны относительно средней вертикальной оси. Имеют ордерные членения, рустовку, венецианские или палладиевые окна, суперпозицию ордеров и сопутствующих деталей. По горизонтали делятся тягами или карнизами на несколько ярусов, а по вертикали пилястрами или полуколонными. Композиции следуют схеме в два или три квадрата — принцип, разработанный Л. Б. Альберти. В композиции городских палаццо в центре фасада располагается портал, оконные проемы с наличниками создают ритмический строй. Например, Палаццо Ручеллаи во Флоренции (1446—1451). Фасады храмов с ордерными деталями: колоннами, нишами со статуями, арками венчают треугольные фронтоны. В качестве примера можно указать фасад кафедрального собора Пиенцы (1459—1462), приписываемый флорентийскому архитектору Бернардо Гамбарелли (известен под именем Росселлино), возможно, что и Альберти имел отношение к созданию этого храма.